# Mouzaia
Pour les articles homonymes, voir Mouzaïa.
Mouzaia (en arabe : موزاية, en tamazight de l'Atlas blidéen : Muzaya, tifinagh : ⵎⵓⵣⴰⵢⴰ, anciennement Mouzaïaville pendant la colonisation française) est une commune de la wilaya de Blida en Algérie.

## Géographie

### Localisation
La commune de Mouzaia est située à l'ouest de la wilaya de Blida, à environ 14 km à l'ouest de Blida , à environ 59 km au sud-ouest d'Alger et à environ 28 km au nord de Médéa
| Attatba    | Attatba    | Oued Alleug |
| El Affroun | Mouzaïa    | Chiffa      |
| El Affroun | Aïn Romana | Chiffa      |

### Relief
La montagne de Tamizghida surplombe la ville.

### Localités de la commune
Lors du découpage administratif de 1984, la commune de Mouzaïa est constituée à partir des localités suivantes :
- Mouzaïa
- Cité Benaïchouba
- Cité Zaouia
- Cité Hadji
- Cité Chayani
- Village agricole socialiste Beni Chougrane
- Tamesguida

## Histoire

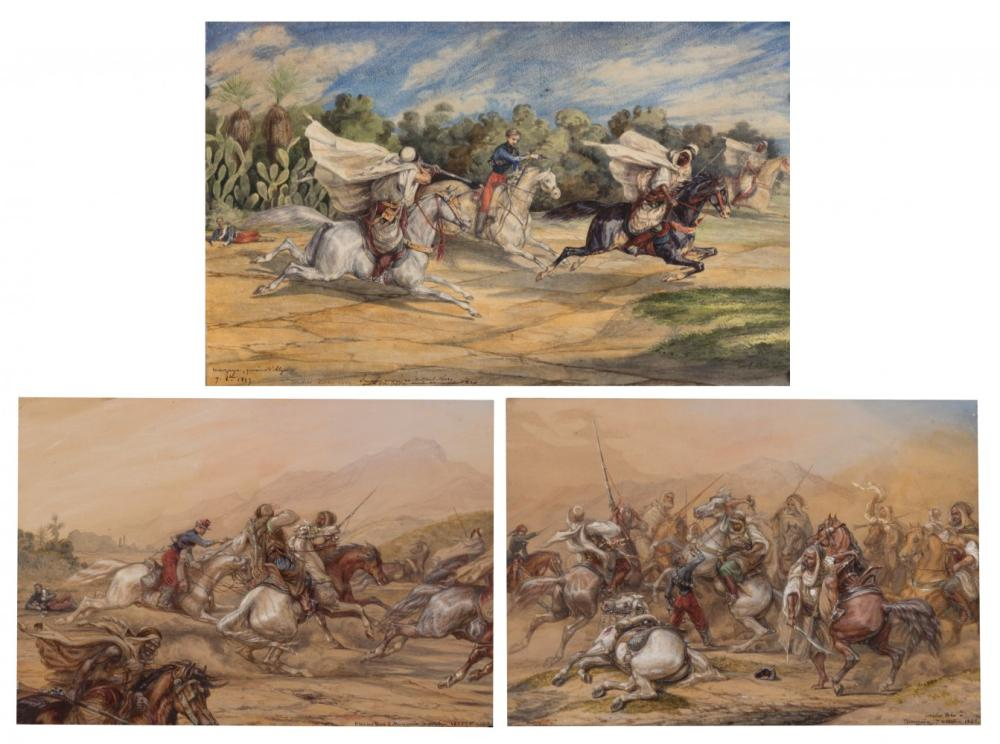
Bataille de Mouzïa, lors de la conquête coloniale.

Pendant la colonisation française, la ville est nommée Mouzaiaville et fait partie du département d'Alger.
La ville est célèbre pour ses eaux minérales [réf. nécessaire]. Mouzaïa regorge de sites historiques[Lesquels ?]. Le quartier Ben Aichouba Kadour (les ruines) comporte encore des tombes ancestrales.

## Démographie
| 1884  | 1892  | 1897  | 1902  | 2008   |
| ----- | ----- | ----- | ----- | ------ |
| 3 827 | 3 756 | 4 906 | 4 591 | 52 555 |

## Économie
Mouzaïa est une ville à vocation agricole, les fermes de la région produisent des légumes, fruits, blé, orange et orge. 
Il dispose également de plusieurs usines :
- Mouzaïa, entreprise d'eau minérale.
- Groupe SIM, entreprise agroalimentaire (farine, pâtes)
- Groupe amour: confiture et tomate en conserve
- Groupe Star: usine de peinture